# Maximilien Chastanet
Maximilien Chastanet (født 1996) er en fransk fægter.
Ved sommer-OL 2024 i Paris vandt han bronze i holdkonkurrencen.